# Изваждане
Разлика пренасочва насам.  За операцията върху множества вижте Разлика (теория на множествата).
Изваждането е едно от четирите прости математически действия, които са в основата на аритметиката (заедно със събиране, умножение и деление), и представлява отнемане на едно число от друго число. Изразява се чрез знака -. Пример:
{\displaystyle 36-5=31}
- чете се 36 минус 5 е (равно на) 31.

Обратното действие на изваждането е събирането. Изваждането може да бъде представено и като събиране с отрицателната стойност.
{\displaystyle a-b=a+(-b)}

## Наименования
{\displaystyle a-b=x}

### Умаляемо
Първото число (a), тоест това, от което ще бъде изваждано, се нарича умаляемо.

### Умалител
Второто число (b), тоест това, с което изваждаме умаляемото, се нарича умалител.

### Разлика
Резултатът от изваждането (x) на умаляемото (a) и умалителя (b) се нарича разлика. Разлика се нарича и умаляемото и умалителя с техния знак (-).
- Ако умаляемото е по-голямо от умалителя, разликата е положително число (a > b, a - b > 0);
- Ако умаляемото е по-малко от умалителя, разликата е отрицателно число (a < b, a - b < 0);
- Ако умаляемото е равно на умалителя, разликата е 0 (a = b, a - b = 0).